# عملية قفزة الأسد
عملية قفزة الأسد (بالإنجليزية: Operation Lion's Leap)‏ هي عملية مشتركة بين الولايات المتحدة والعراق ضد جيش المهدي في مدينة الديوانية، التي تبعد 180 كيلومترًا جنوب بغداد. أُطلقت هذه العملية في 17 نوفمبر 2007، من قبل قوات الجيش والشرطة العراقية، بدعم من القوات المسلحة الأمريكية. وأسفرت العملية عن القبض على ما لا يقل عن 74 عنصرًا من جيش المهدي، بالإضافة إلى اكتشاف مخزنين كبيرين للأسلحة.

## خلفية
كانت مدينة الديوانية مركزًا لنشاط جيش المهدي طوال عام 2007، مما دفع القوات الأمريكية والعراقية لتنفيذ العديد من المداهمات والعمليات فيها ضد عناصر جيش المهدي. وفي أبريل، أطلقت تلك القوات عملية النسر الأسود، حيث أسفرت العملية عن مقتل واعتقال العشرات من مقاتلي جيش المهدي.
وفي 31 أكتوبر، تم القبض على عشرة من أتباع التيار الصدري جنوب مدينة الديوانية. كما تم القبض على قائد بارز في التيار الصدري داخل المدينة في 11 نوفمبر. وفي نهاية الأسبوع الذي سبق العملية، حكمت محكمة عراقية بالإعدام على 17 من أتباع التيار الصدري بتهمة تنفيذ هجمات ضد قوات الأمن العراقية.

## العملية

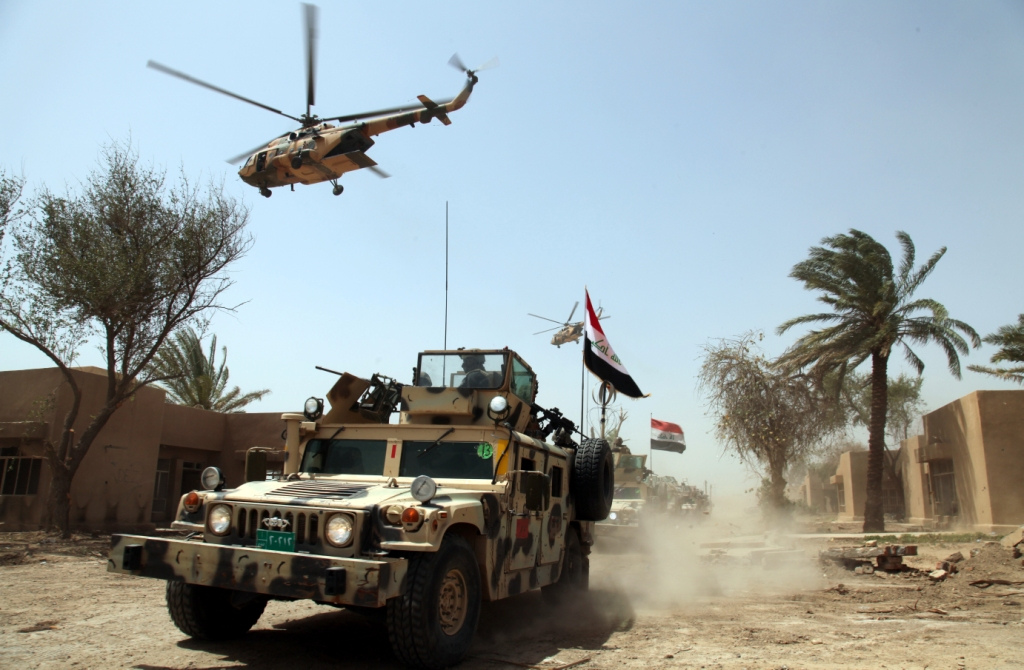
أفراد من القوات الخاصة العراقية يشاركون في عملية قفزة الأسد في 26 أبريل 2011

تم القبض على 12 مشتبهًا بهم من قبل قوات الشرطة العراقية ولواء الباقر خلال الساعات الأولى من العملية.
وفي 19 نوفمبر، أفاد جنرال رفيع في الفرقة الثامنة (العراق) بأن قواته عثرت على أسلحة إيرانية الصنع ضمن مخزون كبير من الأسلحة والذخائر خلال العملية. وأوضح اللواء جميل كامل الشمري قائلاً: "تم العثور على سبع عبوات ناسفة إيرانية الصنع وتسع ألغام مضادة للدبابات. هذه تمثل خطرًا كبيرًا يهدد قواتنا."
كما تمت مداهمة مكتب الصدر في بلدة نفر، الواقعة جنوب الديوانية، كجزء من الحملة الأمنية. وأسفرت العملية عن اعتقال 49 مقاتلاً، من بينهم أربعة قادة. وقال قائد شرطة الديوانية، اللواء علي أكموش، إن الحملة أسفرت أيضاً عن إقالة 70 شرطياً، من بينهم عدد من الضباط، لدعمهم "عصابات مسلحة".